# Aston (Birmingham)
Aston è un quartiere della città di Birmingham, nelle Midlands Occidentali, in Inghilterra. Situata al nord-ovest del Birmingham City Centre, Aston costituisce un distretto elettorale del Governo di Birmingham.

## Storia
Aston è stata inizialmente menzionata nel Domesday Book, nel 1086, come Estone e, secondo il libro, c'era un mulino, un sacerdote (e quindi, probabilmente, una chiesa) e un bosco. La chiesa dei santi Peter & Paul è stata costruita nel Medioevo, per sostituire una precedente costruzione religiosa. La sua struttura è stata ricostruita nel periodo tra il 1879 e il 1890.
Attualmente, Aston è famosa per l'Aston Villa, l'Aston University, l'università locale, che è una delle tre di Birmingham e per i Black Sabbath, famoso gruppo heavy metal i cui membri sono originari di quest'area.

## Popolazione
Il censimento del Regno Unito del 2001, ha rivelato che ad Aston vivono 27 917 persone, in un'area di 4,185 km².

## Punti di interesse
- Aston Expressway
- Aston Hall & Park
- Aston University
- Aston Villa Football Club e il Villa Park
- Aston Reservoir
- Villa Road
- Aston Hotel
- Aston Church
- Aston Canal
- Spaghetti Junction
- King Edward VI Aston
- Ex fabbrica della Norton